# Буда, Евгений Евгеньевич
Евге́ний Евге́ньевич Бу́да (18 марта 1977, Курск, РСФСР, СССР) — российский футболист. В настоящее время работает на административной должности в калининградской «Балтике».

## Биография
Евгений Буда — сын курского футболиста Евгения Анатольевича Буды.
Начинал карьеру в родном «Авангарде». В 2000 году переехал в Латвию, где в составе «Сконто» стал чемпионом страны. Провёл за латвийский клуб одну игру в розыгрыше Лиги чемпионов. Затем вернулся в Россию, где выступал за ряд команд Первого дивизиона. После окончания карьеры перешёл на административную работу. С 2008 года на разных должностях трудится в калининградской «Балтике».

## Достижения
«Сконто»
- Чемпион Латвии: 2000

«Орёл»
- Победитель турнира второго дивизиона зоны «Центр»: 2003